# Agrophogonus harrisi
Agrophogonus harrisi är en mångfotingart som först beskrevs av Karl Wilhelm Verhoeff 1941.  Agrophogonus harrisi ingår i släktet Agrophogonus och familjen Gomphodesmidae. Inga underarter finns listade i Catalogue of Life.